# Apocalipse apocrife ale Noului Testament
Este cunoscută existența unui corpus de Evanghelii, Fapte, Epistole și Apocalipse apocrife ale Noului Testament, care au circulat în comunitățile creștine timpurii și s-au transmis de-a lungul timpului până în zilele noastre.

## Despre corpus
Înțelesul literal al termenului "apocalipsă" este acela de "ridicare a vălului", de dezvăluire. Apocalipsa este un gen literar revelator, în care descoperirea voinței divine este făcută cunoscută oamenilor fie prin intermediul viselor sau viziunilor profetice, fie prin intermediul unor mesageri cerești, cum ar fi îngerii.
În general, autorii apocaliptici au încercat să adune și să ordoneze informațiile care circulau în tradiția orală creștină, dezvoltând aspecte pe care Evangheliile canonice nu le pomeneau deloc sau doar le sugerau. În calitate de cărți istorice, apocrifele umplu anumite lacune și completează datele lipsă din scrierile canonice; prin aceasta ele se aseamănă cu apocrifele Vechiului Testament. Ca și acestea, ele aduc uneori mărturii referitoare la cursul unei întregi tradiții, sprijinindu-i în bună măsură supozițiile.
Apocalipsele apocrife prezentate în acest corpus pot fi considerate dovezi ale modului de gândire predominant într-o epocă hotărâtoare pentru dezvoltarea creștinismului. Ele sunt importante atât din această perspectivă istorică, cât și din aceea a influenței puternice avute asupra literaturii și artei creștine în general și a celei medievale în special.

## Controversa
Originile literaturii și mișcărilor apocaliptice au constituit obiect de controversă. Unii cercetători le caută în grupurile aflate la periferia socială în perioada restaurării (de după exilul babilonian) ce a dat avânt tradițiilor profetice. Situată pe o poziție complet diferită, o altă teorie pune dezvoltarea apocalipticii pe seama literaturii sapiențiale, și nu a celei profetice. Alții au argumentat că apocaliptica ar putea proveni din cultul regal al dinastiei davidice care se celebra în templul din Ierusalim.
Cea mai frecventă întrebare care se pune referitor la corpusul apocrif este dacă aceste scrieri sunt tot atât de demne de interes că și cele canonice. Probabil că răspunsul cel mai bun care poate fi dat unei astfel de întrebări este de a face cunoscute scrierile respective și a le lăsa să își spună propria lor poveste.
În calitate de cărți religioase, apocrifele erau menite să consolideze masa credințelor creștine, să exalte anumite virtuți și să întărească credința în anumite învățături sau evenimente relatate în Noul Testament. Pentru toate aceste scopuri, scrierile acestea invocă cea mai înaltă autoritate; ele se vor lucrarea unor martori care au participat la evenimente, sau vor să înfățișeze cuvintele pe care Domnul însuși le-a rostit. Ele consemnează viziunile, speranțele și fricile oamenilor care le-au redactat, arată ce anume a fost acceptabil pentru creștinii neinstruiți din primele veacuri, ce anume îi interesa, ce anume admirau, ce idealuri nutreau pentru viața aceasta.

## Corpus de texte
- Apocalipsa lui Moise;
- Apocalipsa lui Ezdra;
- Apocalipsa lui Pavel;
- Revelația lui Ioan  Teologul;
- Cartea lui Ioan despre adormirea Mariei;
- Apocalipsa lui Petru
- Apocalipsa Fecioarei;
- Apocalipsa lui Zedra;

## Traduceri în limba română
- "Apocalipse apocrife ale Noului Testament", Traducerea textelor și îngrijire ediție: Gheorghe Fedorovici, Monica Medeleanu, Editura Herald, Colecția Manuscris, București, 2007, 224 p., ISBN: 978-973-7970-62-6